# بيهانزين
بيهانزين (1845 - 10 ديسمبر 1906) هو كان ملك مملكة داهومي، قاد حربين ضد فرنسا أنتهت بهزيمته.